# Happy Town (televisieserie)
Happy Town is een Amerikaanse tv-dramaserie uit 2010. De serie werd uitgezonden door het Amerikaanse televisienetwerk ABC.
De serie is bedacht door Josh Appelbaum, Andre Nemec en Scott Rosenberg. In de proefaflevering speelde John Patrick Amedori de hoofdrol, Andrew Haplin, maar zijn plaats is nadien ingenomen door Ben Schnetzer. Dean Winters is na de eerste aflevering vervangen door Steven Weber voor de rol van John Haplin. De serie wordt vergeleken met 'Twin Peaks'.

## Verhaal
Na een reeks onopgeloste ontvoeringen van 7 jaar geleden, is de rust wedergekeerd voor de inwoners van Haplin (Minnesota). Zij zijn tot hun kern geschokt wanneer er voor het eerst in 7 jaar weer een misdaad plaatsvindt. Geheimen zullen onthuld worden en de levens geruïneerd wanneer de mysteries van dit stadje worden blootgelegd.
In de eerste aflevering verhuist Henley Boone (Lauren German) naar Haplin, Happy Town, Minnesota om met haar erfenis een winkel te openen. Ze realiseert zich al gauw dat de stad haar naam geen eer aandoet als een serie moorden iets doet onthullen wat tot decennia teruggaat. Alhoewel de serie zich in Minnesota afspeelt, zijn veel scènes van de pilotaflevering opgenomen in dorpjes als Port Hope, Ontario and St. Catharines, Ontario in Canada.

## Rolverdeling
- Geoff Stults als Tommy Conroy
- Lauren German als Henley Boone
- Amy Acker als Rachel Conroy
- Steven Weber als John Haplin
- Sierra Palmer als Riley Sanchez
- Ben Schnetzer als Andrew Haplin
- Sarah Gadon als Georgia Bravin
- Jay Paulson als Larry "Root Beer" Rogers
- Robert Wisdom als Roger Hobbes
- Sam Neill als Merritt Grieves